# سامپورت
سامپورت (به اسپانیایی: Somport) یک منطقهٔ مسکونی در اسپانیا است که در استان اوئسکا واقع شده‌است. سامپورت ۱٬۶۳۲ متر بالاتر از سطح دریا واقع شده‌است.